# Municipio de Oquawka
El municipio de Oquawka (en inglés: Oquawka Township) es un municipio ubicado en el condado de Henderson en el estado estadounidense de Illinois. En el año 2010 tenía una población de 1997 habitantes y una densidad poblacional de 27,07 personas por km².

## Geografía
El municipio de Oquawka se encuentra ubicado en las coordenadas 40°56′53″N 90°56′10″O / 40.94806, -90.93611. Según la Oficina del Censo de los Estados Unidos, el municipio tiene una superficie total de 73.78 km², de la cual 62,69 km² corresponden a tierra firme y (15,03 %) 11,09 km² es agua.

## Demografía
Según el censo de 2010, había 1997 personas residiendo en el municipio de Oquawka. La densidad de población era de 27,07 hab./km². De los 1997 habitantes, el municipio de Oquawka estaba compuesto por el 98,3 % blancos, el 0,15 % eran afroamericanos, el 0,3 % eran amerindios, el 0,2 % eran asiáticos, el 0,05 % eran de otras razas y el 1 % eran de una mezcla de razas. Del total de la población el 1,35 % eran hispanos o latinos de cualquier raza.